# Hidrolasa ácida
Las hidrolasas ácidas son enzimas hidrolíticas caracterizadas por alcanzar un rendimiento óptimo a un pH ácido, entre 4 y 5.
Hasta ahora se conocen aproximadamente unas 40 hidrolasas ácidas diferentes. Su actividad consiste en la degradación de moléculas complejas en otras más simples mediante la adición de una molécula de agua. Este proceso se denomina hidrolización
Se piensa que más del 20% de las enzimas presentan capacidad hidrolítica.

## Tipos
Según las biomoléculas que degradan, las hidrolasa se clasifican en:
- Nucleasas

- Glucosidasas

- Lipasas

- Proteasas

- Fosfatasas

- Sulfatasa

- Fosfolipasas

## Localización
La mayoría de las hidrolasas ácidas se encuentran en los lisosomas.

## Formación y transporte
Como todas las proteínas de endomembranas, las hidrolasas ácidas también son sintetizadas en el retículo endoplasmático, donde son glicosiladas. Entre los glúcidos que les añaden está una manosa en posición 6.
Desde el retículo endoplasmático son transportadas al CGN (cis golgi network = red del cis golgi), donde la manosa es reconocida y fosforilada gracias a una quinasa.
Posteriormente, la enzima es transportada por el complejo de Golgi hasta llegar al TGN (trans golgi network = red del trans golgi) donde se decidirá su destino.
En el TGN existen unas regiones específicas con cubiertas de clatrina en las que se acumulan gran cantidad de los receptores específicos de la manosa- 6-Pi (R-M-6-Pi). La manosa- 6-Pi reconocerá su receptor y se unirá a él. Esta unión desencadenará la formación de una vesícula rodeada de clatrina que contiene las hidrolasas ácidas y el receptor de su manosa-6-Pi. A medida que madure la vesícula, perderá su cubierta de clatrina e irá dirigiéndose al endosoma temprano. En este compartimento se separarán el receptor y la enzima. Mientras el primero volverá al TGN para ser reutilizado, la hidrolasa ácida será transportada al endosoma tardío y, posteriormente, al lisosoma.
También puede darse el caso de que la vesícula que contiene la enzima y el receptor emprenda una vía errónea (missorting) dirigiéndose a la membrana plasmática, pero el receptor permanecerá anclado en la membrana y la hidrolasa podrá ser recuperada por la vía endocítica, formándose una vesícula a partir de la membrana plasmática que se dirigirá al endosoma temprano y seguirá la misma ruta descrita anteriormente.
El 95% de las hidrolasas ácidas dependen de este mecanismo y, por lo tanto, del R-M-6-Pi.
El 5% restante tiene un transporte que se debe a otras proteínas de membrana que, a diferencia de R-M-6-Pi, permanecen en la membrana lisosomal, constituyendo su parte proteica. Además, estas proteínas se encuentran altamente glicosiladas con glúcidos sin señales que permitan tallarlas a las glucosidasas. Estos glúcidos forman una capa interna que protege la membrana lisosomal de la acción de las hidrolasas ácidas, capaces de degradarlas.

### Conservación del pH ácido
Una vez en el lisosoma, para poder tener capacidad hidrolítica, han de estar en un medio de pH entre 4 y 5. Esto se consigue gracias a una ATP-asa que se encuentra en la membrana del lisosoma y que bombea  H+ a su interior.

## Función
Catalizan reacciones de hidrólisis: la degradación de un compuesto por adición de una molécula de agua.
La mayoría de hidrolasas realizan su función en el campo de la digestión, pero también está implicada en otros procesos biológicos como la coagulación sanguínea, algunas partes de la resistencia inmunitaria, la apóptosis (muerte celular programada) e incluso la replicación viral.